# Amos Alonzo Stagg
Amos Alonzo Stagg (West Orange, 16 agosto 1862 – Stockton, 17 marzo 1965) è stato un giocatore di football americano, cestista, allenatore di football americano, allenatore di baseball e allenatore di pallacanestro statunitense.
È membro del Naismith Memorial Basketball Hall of Fame dal 1969 in qualità di contributore.